# پالمر (نبراسکا)
پامر(به انگلیسی: Palmer) شهری در ایالت نبراسکا کشور ایالات متحده آمریکا است که جمعیت آن در سرشماری سال ۲۰۱۰ میلادی، ۴۷۲ نفر بوده‌است.